# Amalie Arena
La Amalie Arena (precedentemente nota come Ice Palace, St. Pete Times Forum e Tampa Bay Times Forum) è un'arena coperta situata a Tampa, in Florida, utilizzata per partite di hockey, basket, arena football, e concerti. Attualmente ospita le partite in casa dei Tampa Bay Lightning della NHL, dei Tampa Bay Storm della AFL e delle Tampa Breeze della LFL.

## Storia
Il primo evento tenuto all'arena fu una partita tra i Lightning e i New York Rangers, terminata con una vittoria della squadra di casa per 5-2.
L'arena fu costruita come nuova casa dei Lightning che sostituisse il Thunderdome di St. Petersburg, attualmente conosciuto come Tropicana Field e che è stato rinnovato in modo da diventare uno stadio di baseball che oggi ospita i Tampa Bay Rays di MLB. Anche i Tampa Bay Storm, altra squadra che giocava al Thunderdome, al completamento nel 1996 si sono spostati in quest'arena.
I diritti di denominazioni sono stati venduti al St. Petersburg Times, un quotidiano locale pubblicato nella Tampa Bay Area, che comprende le città di Tampa, St. Petersburg e Clearwater.
I più importanti eventi che si sono svolti qui sono: l'NHL All-Star Game del 1999, il pay-per-view della WWE Survivor Series del 2000 e 4 delle 7 partite delle Finali NHL 2004 fra i Lightning e i Calgary Flames, con la squadra di Tampa che vinse la serie 4-3 aggiudicandosi la sua prima Stanley Cup. Il Forum ha anche ospitato l'ArenaBowl XII (1998) e l'ArenaBowl XVII (2003), oltre a diversi episodi di Raw e SmackDown!.